# Coco Argentée
Coco Argentée, de son vrai nom Corine Céline Ntyame, née le 13 août 1982 à Mbandjock dans la région du Centre au Cameroun, est une chanteuse, auteure-compositrice-interprète camerounaise résidant en Belgique. 
Elle commence sa carrière en 2010 et se fait immédiatement connaître grâce au titre Dans la tanière, issu de son premier album Nostalgie. Coco Argentée compte aujourd'hui trios albums dont le second intitulé Trésor parait en avril 2014 et son troisième album intitulé Ouragan.   
En février 2016, elle sort le Crayon de Dieu, un maxi single de deux titres. Avec ce single, l'artiste qui se faisait appeler depuis le début de sa carrière la go des ways, porte désormais le surnom de La Go Galaxy.  

## Biographie

### Jeunesse et débuts
Corine Céline Ntyame est née le 13 août 1982 au Cameroun dans la région du Centre. Sa mère décède alors qu'elle est encore très jeune et elle grandit avec son père, ses sœurs et sa belle-mère. 
Coco argentée commence la musique très jeune. Dès l'âge de six ans, elle intègre la chorale protestante La voix des Anges à Ngoumou. Quelques années plus tard, alors qu'elle est en classe sixième, elle crée avec deux amies le groupe Les Feeling Girls avec lequel elle fait la première partie du concert de l'artiste Manu Dibango au Collège Mvogt. Elle quitte le groupe lorsque son père, Thomas Mekoulou Ndengue, cheminot de profession, est affecté dans la ville de Ngaoundéré, dans la région de l'Adamaoua. Une fois dans la ville de Ngaoundéré, elle commence à chanter dans les cabarets à l'insu de ses parents. À l'âge de 19 ans, elle remporte deux prix: le prix du Commonwealth et le prix de l’Unesco.
En 2003, Coco argentée quitte le Cameroun pour le Tchad afin d'y passer son baccalauréat. Après l'obtention de son Baccalauréat A4 en 2004, elle s'installe à N'djamena et poursuit ses essais dans les cabarets jusqu'en 2006 où elle quitte le pays pour aller s'installer en Belgique où elle vit actuellement avec son mari, un Belge, et leurs deux enfants. Après une formation d'infirmière, Coco Argentée travaille plusieurs années comme aide-soignante, mais décide après la sortie de son premier album d'arrêter son activité dans le domaine de la santé pour se consacrer à sa carrière musicale.

### Carrière
Coco Argentée commence sa carrière solo en 2010 avec la sortie de son premier album Nostalgie, constitué de huit titres. On y retrouve du Bikutsi et aussi du Zouk. Les titres les plus populaires de cet album sont Dans la tanière, énorme succès avec lequel elle se fait découvrir, Kamer, et aussi N’Djamena, hommage à la ville de Ndjamena où a débuté sa carrière de chanteuse . Elle remporte de nombreux prix avec cet album dont celui de Révélation musicale de l'année 2012 aux Canal 2'Or et de Meilleur Bikutsi de l'année 2013 au Festi-Bikutsi. 
Deux ans après la sortie de Nostalgie, Coco Argentée revient sur le marché musical en avril 2014 avec un deuxième album de 10 titres intitulé Trésor. L'album connaît un grand succès grâce aux titres Fallait pas, Made in Cameroon et Coco Carbure. Elle fait appel sur cet album à Talla André-Marie,  icône de la musique camerounaise, sur le titre Bikutskin. 
En février 2016, Coco Argentée sort la chanson Le crayon de Dieu, un single qui connait un grand succès avec plus de 2 millions de vues sur Youtube. Ce single est suivi en 2017 des singles Femme et Coco Jackson.
En juin 2018, Coco Argentée revient avec un troisième album intitulé Ouragan,. La sortie de l'album de 11 titres fait beaucoup bruit, en raison notamment de la sortie en simultanée de 10 clips vidéos, tous publiés sur la chaine Youtube de l'artiste la semaine de sortie de l'album,.
Deux ans après la sortie de son album Ouragan, Coco Argentée revient sur la scène avec un single intitulé Martha qui raconte l'histoire d'une femme qui a des difficultés à enfanter et dans lequel on retrouve l'artiste Koppo.

## Discographie

### Albums
- 2010 : Nostalgie
- 2014 : Trésor
- 2018 : Ouragan

### Singles
- 2016 : Le crayon de Dieu
- 2017 : Coco Jackson
- 2017 : Femme
- 2020 : Martha
- 2021: Je me sens, produit par Phillbill

## Prix et Distinctions
- 2012 : Meilleur artiste Diaspora aux Planète Star Music Awards[21]
- 2013 : Révélation musicale de l'année 2012 à la neuvième édition des Canal 2'Or[14]
- 2013 : Meilleur Bikutsi de l'année 2013 au Festi-Bikutsi
- 2014 : Album de l'année aux Balafon Music Awards
- 2014 : Artiste de l'année aux Balafon Music Awards[22]
- 2015 : Meilleure artiste féminin à la dixième édition des Canal2'Or[23]